# Ульджин
Ульджи́н (кор. 울진군?, 蔚珍郡?, Ульчин-гун) — уезд в провинции Кёнсан-Пукто, Южная Корея.

## История
В эпоху ранних Трёх государств территория, на которой сейчас расположен Ульджин, подчинялась царству Силла, однако в 458 году перешла под контроль Когурё. После административной реформы эти земли были поделены между несколькими административными единицами. В 505 году эти земли были собраны и вошли в состав уезда Уджин, который позже, в эпоху Объединённого Силла был переименован в Ульджин. В 757 году ван Кёндок провёл очередную административную реформу, в результате которой вся страна была поделена на 9 провинций (чу). Ульджин вошёл в состав провинции Мёнджу.
В эпоху Корё, в 940 году, статус Ульджина был изменён с «кун» на «хён». До XIX века статус Ульджина более не менялся. В 1413 году Ульджин вновь обрёл статус «кун». В 1896 году на территории страны было образовано 13 провинций, тогда же Ульджин вновь стал «хёном». Окончательно статус уезда «кун» был дан Ульджину в 1914 году. В 1963 году уезд вышел из состава провинции Канвондо и вошёл в состав провинции Кёнсан-Пукто

## География
Ульджин расположен в северо-восточной части провинции Кёнсан-Пукто, гранича с провинцией Канвондо (граница проходит по горе Карёнсан). На юге граничит с уездом Йондок, на юго-западе — с уездом Йонъян, на западе — с уездом Понхва, на востоке омывается водами Японского моря. Крупнейшая река, протекающая по территории уезда — верхнее течение реки Нактонган. Ландшафт преимущественно гористый, образован отрогами горной гряды Тхэбэксан. Ввиду особенностей рельефа местности, условия для ведения сельского хозяйства не самые хорошие. Для земледелия используется всего 8,3 % всей территории уезда.
Климат уезда, как и всего региона — муссонный. Средняя температура января —0,3 ℃, средняя температура июля 24,3 ℃, среднегодовое количество осадков колеблется в пределах 850—1300 мм, причём большая часть этого количества приходится на сезон дождей (июнь-сентябрь).

## Экономика
Основа экономики уезда — сельское хозяйство (в основном растениеводство), рыболовство, энергетика, судоремонт. Бюджет уезда на 2003 год — 228 млрд вон (около 200 млн долларов США). На территории уезда располагается атомная электростанция с шестью реакторами. Здесь планируется открыть завод по производству молибдена, единственный в стране. Кроме того, Ульджин — один из центров судостроения и судоремонта в стране.

## Культура
Культурная жизнь Ульджина представлена несколькими фестивалями:
- Фестиваль снежного краба — проходит каждый год в марте в течение трёх дней. Фестиваль посвящён одному из главных продуктов Японского моря, добываемому в уезде — снежному крабу. Во время фестиваля проводятся певческие соревнования и гонки на рыбацких лодках.
- Культурный фестиваль Сонню — проходит каждый год в октябре. В рамках фестиваля проводится театрализованное шествие, фольклорные представления, выставки картин.
- Спа-фестиваль — проходит ежегодно в начале августа. Этот фестиваль посвящён традиционной корейской сауне и включает в себя театрализованные банные церемонии, а также эстрадные представления, конкурсы караоке.

## Туризм и достопримечательности
- Исторические: буддийский храм Пурёнса (постройки VII века), два конфуцианских храма (постройки XIV—XV вв), сертификат о сдаче государственных экзаменов на имя Чан Лян Су (входит в список Национальных сокровищ под номером 181)
- Современные: общественные пляжи на Японском море (длина пляжей несколько километров), два крупных спа-комплекса (Токку-спа и Пэгам-спа).
- Природные: пещера Соннюгуль, долина Токку.[2]

## Символы
- Дерево: сосна — символизирует приверженность принципам.
- Цветок: цвет сливы — символизирует страсть к обучению, отображает чистые намерения отцов-основателей города.
- Птица: чайка — символизирует богатое природными ресурсами Японское море.